# Leichtlohngruppe
Als Leichtlohngruppe (LLG) sind im Arbeitsrecht Lohngruppen für körperlich leichte Arbeiten definiert, die einen geringeren Lohn vorsehen als die Lohngruppen für körperlich schwere Arbeiten.

## Deutschland
In Deutschland existiert seit dem 19. Jahrhundert eine Tradition, Frauenarbeit niedriger zu entlohnen als die von Männern in vergleichbarer Position. Das Rollenbild des männlichen Familienernährers setzte sich auch nach 1945 trotz des speziellen Gleichbehandlungsgebots in Art. 3 Abs. 2 GG fort. 
Im Jahr 1955 urteilte das Bundesarbeitsgericht, dass der Gleichberechtigungsgrundsatz und das Benachteiligungsverbot auch den Grundsatz der Lohngleichheit von Mann und Frau bei gleicher Arbeit umfassen und als Grundrecht nicht nur die staatliche Gewalt, sondern auch die Tarifvertragsparteien binden. Tarifliche Abschlagsklauseln, nach denen die Arbeit von Frauen auch mit Rücksicht auf die zu ihren Gunsten erlassenen Schutznormen geringer entlohnt wird, verstoßen gegen den Lohngleichheitsgrundsatz und sind nichtig. Unbedenklich seien hingegen Lohnkategorien, die nach der Schwere der zu leistenden Arbeit differenzieren und zu einer geringeren Entlohnung von Frauen führen, "weil gerade sie es sind, die die leichtere Arbeit oder die überwiegend leichtere Arbeit leisten."
In der Folge entstanden die sog. Leichtlohngruppen, die insbesondere durch Frauen besetzt waren und insofern den Verdacht einer indirekten
Lohndiskriminierung von Frauen nahelegten. Der  Widerstand gegen niedrigere Vergütungen speziell für Frauen setzte sich in den 1960er und 1970er Jahren unter dem Stichwort "Gleicher Lohn für gleiche Arbeit" fort.
Mit der Reform des Ehe- und Familienrechts wurde 1977 die sog. Hausfrauenehe überwunden. 1980 folgte unter dem Eindruck der Frauenbewegung mit der Ergänzung des Bürgerlichen Gesetzbuchs in § 611a Abs. 1 Satz 1 BGB das Verbot, Arbeitnehmer wegen ihres Geschlechts zu benachteiligen.
Weite Beachtung fanden Urteile des Bundesarbeitsgerichts vom 27. April 1988 (BAG 4 AZR 707/87 und BAG 4 AZR 713/87). In beiden wurde feststellt, dass der Begriff der geringen körperlichen Belastung objektiv zu bestimmen ist und dass „für die Bewertung der Arbeitsschwere alle Umstände zu berücksichtigen [sind], die auf den Menschen belastend einwirken und zu körperlichen Reaktionen führen können“, unter anderem „ausschließlich stehende Tätigkeit, notwendige Körperhaltung, taktgebundene, repetitive Arbeit, nervliche Belastungen und Lärmeinwirkung“.
Auf europäischer Ebene sollten die Entgeltgleichheitsrichtlinie und die Gleichbehandlungsrichtlinie auch eine mittelbare Diskriminierung wegen des Geschlechts abbauen. 
Gleichwohl erreichten Frauen 1997 im Durchschnitt nur 75,8 % des durchschnittlichen Jahresbruttoeinkommens der Männer.
Seit 2006 will das Allgemeines Gleichbehandlungsgesetz auch eine mittelbare Diskriminierung wegen des Geschlechts verhindern. Bereits 1966 wurde in den USA der Equal Pay Day als internationaler Aktionstag für Entgeltgleichheit von Frauen und Männern begründet.
Bis heute besteht jedoch selbst in tarifgebundenen Unternehmen ein geschlechtsspezifischer Lohnunterschied.

## Österreich
Nach österreichischem Recht enthalten die Einreihungskriterien einer Dienstgruppe IV "Hilfskräfte für schwere Tätigkeiten" und Dienstgruppe V "Hilfskräfte für leichte Tätigkeiten" eines Kollektivvertrags zwar keine Lohntafeln, die Frauenlöhne ausweisen, führen aber aufgrund der mangelnden Ausgewogenheit und Verhältnismäßigkeit im Ergebnis zu einer Diskriminierung der Arbeit der Frauen, da sie zufolge der tatsächlichen Gegebenheiten zumindest überwiegend zum Nachteil der Frauen ausschlagen. Ein solcher Kollektivvertrag ist gem. § 879 Abs. 1 ABGB insoweit nichtig.

## Schweiz
Nach Art. 8 Abs. 3 Satz 2 der Schweizer Verfassung haben „Mann und Frau Anspruch auf gleichen Lohn für gleichwertige Arbeit.“ Das Gleichstellungsgesetz von 1995 verbietet direkte und indirekte Diskriminierung unter anderem aufgrund des Geschlechts und benennt in Art. 3 Abs. 2 explizit die Entlöhnung.
Das Gesetz hat dazu geführt, dass es seit 1996 mehr als 125 individuelle Gerichtsfälle und 25 Verbandsklagen zur Entgeltgleichheit gab, typische Frauenberufe im öffentlichen Bereich aufgewertet wurden und gerichtlich anerkannte Analyse- und Berechnungsverfahren (Logib und Abakaba35) zur Aufdeckung von Entgeltdiskriminierung entwickelt wurden.